# 中华人民共和国兵器工业部
中华人民共和国兵器工业部（1982年5月4日－1986年11月）。
1963年，第五机械工业部由第三机械工业部分出。
1982年，第五届全国人民代表大会常务委员会第二十三次会议审议了国务院机构改革实施方案和赵紫阳总理关于国务院机构改革进展情况和三项议案的说明，决定由第五机械工业部改名改制，设立兵器工业部。
第六届全国人民代表大会常务委员会第十八次会议于1986年11月15日至12月2日举行，会议审议了关于撤销兵器工业部的决定，兵器工业部就此完成历史使命。

## 历任部长
1. 来金烈（1982年5月4日-1983年6月20日）
2. 于　一（1983年6月20日－1985年6月18日）
3. 邹家华（1985年6月18日－1986年11月）